# Burton Richter
Burton Richter (New York, 22. ožujka 1931. – Stanford, 18. srpnja 2018.), američki fizičar. Doktorirao (1956.) na Massachusettskom tehnološkom institutu u Cambridgeu. Radio na Sveučilištu Stanford, gdje je od 1967. bio profesor. Godine 1973. završio je konstrukciju takozvanog Stanfordskoga pozitron-elektron asimetričnoga prstena u ubrzivaču čestica sa sudarajućim snopovima čestica kojim su 1974. otkrivene takozvane psi-čestice (danas se nazivaju J/ψ mezoni), prve u novoj obitelji vrlo masivnih dugoživućih mezona. Za rad na otkrivanju teških elementarnih čestica nove vrste, kojim je potvrđena ideja da su kvarkovi sastavni dijelovi bariona dobio je Nobelovu nagradu za fiziku 1976. sa S. C. C. Tingom (koji je neovisno o njem došao do istog otkrića).